# Perameles gunnii
Il bandicoot fasciato orientale (Perameles gunnii Gray, 1838) è un piccolo marsupiale delle dimensioni di un coniglio, dal peso inferiore a 1 kg, con una coda corta e tre o quattro fasce biancastre lungo il groppone; un tempo era diffuso nelle Basalt Plains del Victoria sud-occidentale, in un piccolo angolo dell'Australia Meridionale e in Tasmania. Vive appena due o tre anni e non è gregario.

## Comportamento
I maschi occupano territori più grandi di quelli delle femmine, con le quali si incontrano solamente per accoppiarsi. Questa specie è notturna. Emerge dal nido al crepuscolo per nutrirsi di una gran varietà di invertebrati, compresi grilli, coleotteri e lombrichi. 
Durante il giorno resta nel suo nido foderato di erba. 
Quando va alla ricerca di cibo utilizza il lungo naso per sondare nel suolo e appena individua la preda la dissotterra premurosamente. 

## Morfologia e cicli biologici
Le femmine sono munite di 8 capezzoli e danno alla luce nidiate composte al massimo da 5 piccoli, ma più comunemente da 2 o 3. 
La gestazione dura appena 12 giorni - uno dei periodi di gestazione più brevi tra tutti i mammiferi. 
I piccoli sono svezzati a 55 giorni, ma rimangono dipendenti dalla madre per il cibo fino all'ottantaseiesimo giorno. 

## Riproduzione
In condizioni ideali, una femmina può avere fino a cinque nidiate l'anno, sebbene la riproduzione divenga meno frequente durante l'estate e cessi totalmente nei periodi di siccità.

## Rischio di estinzione
A causa della predazione da parte delle volpi e dei gatti introdotti, nonché della deforestazione a scopo agricolo, la sottospecie del Victoria si trova in pericolo critico di estinzione. 
A partire dal 1989, in alcune zone dell'antico areale del bandicoot sono stati costituiti otto siti di reintroduzione. 
Gli animali che vivevano in quattro siti (Riserva Naturale delle Floating Islands, Lanark, Riserva Naturale di Cobra Killuc e Riserva Naturale del Lago Goldsmith) sono ora scomparsi, quelli del Parco Storico di Woodlands lo sono quasi e quelli di Mooramong sono in netta diminuzione; l'unica popolazione in aumento è quella dei Parchi della Comunità di Hamilton e del Monte Rothwell. 
Anche l'ultima popolazione rimasta in natura, un tempo diffusa lungo il Grange Burn, un torrente nei pressi di Hamilton, è stata dichiarata estinta. La popolazione dei bandicoot fasciati orientali del Victoria è stimata sui 150 esemplari.
La sottospecie della Tasmania (P. g. gunnii) è considerata vulnerabile.

## Nella cultura di massa
Crash e Coco Bandicoot, i famosi protagonisti dell'omonima serie di videogiochi inaugurata da Naughty Dog nel 1996, sono due bandicoot fasciati orientali.